# Vriesea jonesiana
Vriesea jonesiana är en gräsväxtart som beskrevs av Elton Martinez Carvalho Leme. Vriesea jonesiana ingår i släktet Vriesea och familjen Bromeliaceae. Inga underarter finns listade i Catalogue of Life.